# 靖国町
靖国町（やすくにちょう）は、愛知県名古屋市中村区の地名。現行行政地名は靖国町1丁目から靖国町3丁目。住居表示未実施。

## 地理
名古屋市中村区西部に位置する。東は中村町、西は稲上町、南は鳥居西通、北は草薙町に接する。

## 歴史

### 地名の由来
靖国神社に由来するという。

### 沿革
- 1933年（昭和8年）7月1日 - 西区稲葉地町の一部により、同区靖国町として成立[1]。
- 1934年（昭和9年）11月1日 - 西区稲葉地町の一部を編入する[1]。
- 1937年（昭和12年）10月1日 - 中村区成立に伴い、同区靖国町となる[1]。
- 1949年（昭和24年）3月30日 - 中村区稲葉地町字八幡西・字河原の各一部が3丁目に編入される[9]。

## 世帯数と人口
2019年（平成31年）2月1日現在の世帯数と人口は以下の通りである。
| 町丁   | 世帯数  | 人口    |
| ------ | ------- | ------- |
| 靖国町 | 858世帯 | 1,557人 |

### 人口の変遷
国勢調査による人口の推移
| 1950年（昭和25年） | 854人   | [ 10 ] |  |
| 1955年（昭和30年） | 1,105人 | [ 10 ] |  |
| 1960年（昭和35年） | 1,963人 | [ 11 ] |  |
| 1965年（昭和40年） | 2,287人 | [ 11 ] |  |
| 1970年（昭和45年） | 2,350人 | [ 12 ] |  |
| 1975年（昭和50年） | 2,262人 | [ 12 ] |  |
| 1980年（昭和55年） | 2,160人 | [ 13 ] |  |
| 1985年（昭和60年） | 2,076人 | [ 13 ] |  |
| 1990年（平成2年）  | 1,986人 | [ 14 ] |  |
| 1995年（平成7年）  | 1,905人 | [ 15 ] |  |
| 2000年（平成12年） | 1,816人 | [ 16 ] |  |
| 2005年（平成17年） | 1,670人 | [ 17 ] |  |
| 2010年（平成22年） | 1,610人 | [ 18 ] |  |
| 2015年（平成27年） | 1,544人 | [ 19 ] |  |

## 学区
市立小・中学校に通う場合、学校等は以下の通りとなる。また、公立高等学校に通う場合の学区は以下の通りとなる。
| 番・番地等 | 小学校                 | 中学校               | 高等学校 |
| ---------- | ---------------------- | -------------------- | -------- |
| 全域       | 名古屋市立稲葉地小学校 | 名古屋市立豊正中学校 | 尾張学区 |

## 施設
- 名古屋市立稲葉地小学校[7]

## その他

### 日本郵便
- 郵便番号 : 453-0065[4]（集配局：中村郵便局[22]）。